# Fred T. Hunt Memorial Award
Der Fred T. Hunt Memorial Award ist eine Eishockey-Trophäe in der American Hockey League. Sie wird seit 1978 jährlich an den Spieler vergeben, der am beispielhaftesten Sportlichkeit, aber auch Entschlossenheit und Hingabe vorlebt. Die Wahl treffen sowohl Spieler als auch Medienvertreter aus dem Umfeld der AHL.
Die Trophäe wurde nach Fred T. Hunt benannt, der als Spieler und General Manager der Buffalo Bisons sechsmal den Calder Cup gewinnen konnte. Die originale Hunt Trophy war von den Buffalo Sabres gestiftet worden.

## Gewinner
| Jahr | Spieler                   | Team                                 |
| ---- | ------------------------- | ------------------------------------ |
| 2025 | Cal O’Reilly              | Milwaukee Admirals                   |
| 2024 | Spencer Knight            | Charlotte Checkers                   |
| 2023 | Logan Shaw                | Toronto Marlies                      |
| 2022 | Sam Anas                  | Springfield Thunderbirds             |
| 2021 | Cal O’Reilly              | Lehigh Valley Phantoms               |
| 2020 | John McCarthy             | San Jose Barracuda                   |
| 2019 | Brett Sutter              | Ontario Reign                        |
| 2018 | Bracken Kearns            | Binghamton Devils                    |
| 2017 | Craig Cunningham          | Tucson Roadrunners                   |
| 2016 | Tom Kostopoulos           | Wilkes-Barre/Scranton Penguins       |
| 2015 | Jeff Hoggan               | Grand Rapids Griffins                |
| 2014 | Jake Dowell               | Iowa Wild                            |
| 2013 | Brandon Davidson          | Oklahoma City Barons                 |
| 2012 | Chris Minard              | Grand Rapids Griffins                |
| 2011 | Bryan Helmer              | Oklahoma City Barons                 |
| 2010 | Casey Borer               | Albany River Rats                    |
| 2009 | Ajay Baines               | Iowa Chops                           |
| 2008 | Jordan Sigalet            | Providence Bruins                    |
| 2007 | Mike Keane                | Manitoba Moose                       |
| 2006 | Mark Cullen               | Norfolk Admirals                     |
| 2005 | Chris Taylor              | Rochester Americans                  |
| 2004 | Ken Gernander             | Hartford Wolf Pack                   |
| 2003 | Chris Ferraro Eric Healey | Portland Pirates Manchester Monarchs |
| 2002 | Nathan Dempsey            | St. John’s Maple Leafs               |
| 2001 | Kent Hulst                | Portland Pirates Providence Bruins   |
| 2000 | Randy Cunneyworth         | Rochester Americans                  |
| 1999 | Mitch Lamoureux           | Hershey Bears                        |
| 1998 | Craig Charron             | Rochester Americans                  |
| 1997 | Steve Passmore            | Hamilton Bulldogs                    |
| 1996 | Ken Gernander             | Binghamton Rangers                   |
| 1995 | Steve Larouche            | Prince Edward Island Senators        |
| 1994 | Jim Nesich                | Cape Breton Oilers                   |
| 1993 | Tim Tookey                | Hershey Bears                        |
| 1992 | John Anderson             | New Haven Nighthawks                 |
| 1991 | Glenn Merkosky            | Adirondack Red Wings                 |
| 1990 | Murray Eaves              | Adirondack Red Wings                 |
| 1989 | Murray Eaves              | Adirondack Red Wings                 |
| 1988 | Bruce Boudreau            | Springfield Indians                  |
| 1987 | Glenn Merkosky            | Adirondack Red Wings                 |
| 1986 | Steve Tsujiura            | Maine Mariners                       |
| 1985 | Paul Gardner              | Binghamton Whalers                   |
| 1984 | Claude Larose             | Sherbrooke Jets                      |
| 1983 | Ross Yates                | Binghamton Whalers                   |
| 1982 | Mike Kaszycki             | New Brunswick Hawks                  |
| 1981 | Tony Cassolato            | Hershey Bears                        |
| 1980 | Norm Dubé                 | Nova Scotia Voyageurs                |
| 1979 | Bernie Johnston           | Maine Mariners                       |
| 1978 | Blake Dunlop              | Maine Mariners                       |